# Gerbilling
Gerbilling – miejska legenda, rzekome zachowanie seksualne, mające polegać na wprowadzaniu do odbytnicy lub pochwy małych zwierząt futerkowych, głównie myszoskoczków (ang. gerbil), a także myszy i chomików, w celu stymulacji seksualnej.
Pojęcie to pojawiło się między innymi w serialu South Park (od 1997), piosence Eminema, w filmie Szczury z supermarketu (1995).
Powtórzył ją też w 2019 roku prof. Marek Chodakiewicz na IPN-owskim „Przystanku Historia”, twierdząc, że z tym zachowaniem 30 lat wcześniej miała spotkać się jego dziewczyna, pielęgniarka.